# 137 км
137 км — разъезд (тип населённого пункта) в Топкинском районе Кемеровской области. Входит в состав Черемичкинского сельского поселения.

## География
Расположен на западе области, у реки Виляйка.
Центральная часть населённого пункта расположена на высоте 243 метров над уровнем моря. Расположен на линии Юрга-Таштагол.

## История
Населённый пункт появился при строительстве железной дороги. В селении жили семьи тех, кто обслуживал железнодорожную инфраструктуру разъезда.

## Население
| 2010 |
| ---- |
| 16   |

гендерный состав
По данным Всероссийской переписи населения 2010 года, в разъезде 137 км проживает 16 человек (9 мужчин, 7 женщин).

## Инфраструктура
Путевое хозяйство Западно-Сибирской железной дороги. Действует железнодорожная платформа 137 км.
СНТ Берёзка.

## Транспорт
Автомобильный (просёлочная дороги) и железнодорожный транспорт.